# William Winwood Reade
Pour les articles homonymes, voir Reade.
William Winwood Reade (1838 - 1875) est un historien, explorateur et philosophe britannique, né le 26 décembre 1838 en Ecosse et mort le 24 avril 1875. Ses deux livres les plus connus, l'histoire universelle The Martyrdom of Man (1872) et le roman The Outcast (1875), ont été inclus dans la Thinker's Library. Reade a publié un roman sous le pseudonyme de Francesco Abati.

## Biographie

### Enfance et jeunesse
Né dans le Perthshire, en Écosse, en 1838, William Winwood Reade était un "descendant d'une riche famille terrienne". Après avoir échoué à l'université d'Oxford et, bien qu'ayant composé deux romans, "échoué dans tout sens conventionnel en tant que romancier", Reade décide d'entreprendre une exploration géographique.

### Voyages en Afriques
C'est à l'âge de 25 ans (grâce à ses propres moyens et au parrainage de la Royal Geographical Society) qu'il part pour l'Afrique, et débarque au Cap en bateau à aubes en 1862. Après y avoir passé plusieurs mois pour l'observation des gorilles et la traversée de l'Angola, Reade rentre chez lui et publie son premier récit de voyage, Savage Africa. Bien que critiqué pour son style juvénile, le livre reste néanmoins notables pour ses enquêtes anthropologiques, ainsi que pour ses passages concernant la traite des esclaves et son anticipation d'une Afrique divisée entre la Grande-Bretagne et la France dans laquelle les Africains noirs ont disparu.
En 1868, Reade obtient le parrainage d'Andrew Swanzy, un négociant de la Gold Coast basé à Londres, pour se rendre en Afrique de l'Ouest. Après avoir échoué à obtenir la permission d'entrer dans l'empire Ashanti, Reade part au nord de Freetown pour y explorer les régions au-delà de Falaba, la capitale de Solimana. Il est retenu à Falaba par le roi local Seedwa, qui l'emprisonne pendant trois mois dans des conditions difficiles aussi bien sur le plan physique que mental. La légende veut que le roi Seedwa ait fixé quatre tâches épuisantes pour Reade chaque jour de sa captivité, toutes accomplies avec aplomb par Reade,.
Bien que Reade ait parcouru des territoires inexplorés, ses découvertes ont suscité peu d'intérêt chez les géographes, principalement parce qu'il n'a pas pu mesurer précisément son voyage, son sextant et ses autres instruments ayant été abandonnés à Port Loko. Cependant, ses expériences en Afrique de l'Ouest n'ont pas été entièrement perdues pour la science, grâce à sa correspondance avec Charles Darwin. Darwin a ensuite utilisé les informations fournies par Reade pour la publication de son livre phare : The Descent of Man (1871). 
Peu après son retour, Reade publie The African Sketch-Book (1873), un récit de ses voyages dans lequel l’auteur recommande également une plus grande implication britannique en Afrique de l'Ouest.
Reade est retourné en Afrique en 1873 pour servir de correspondant durant la guerre des Ashanti, mais il est mort peu de temps après.
Il repose aujourd’hui dans le cimetière d'Ipsden, dans l'Oxfordshire, près de sa maison familiale.

## The Martyrdom Of Man(1872)
The Martyrdom Of Man (1872) (en français Le Martyre de l’Homme) - dont le sous-titre est "From Nebula to Nation" - est une histoire laïque et "universelle" du monde occidental. Sa structure est faite en quatre "chapitres" d'environ 150 pages chacun: 
1. le premier chapitre, "Guerre", traite de l'emprisonnement des corps des hommes,
2. le deuxième, "Religion", de celui de leurs esprits
3. le troisième, "Liberté", est le plus proche d'une histoire politique et intellectuelle européenne conventionnelle
4. le quatrième, "Intellect",  concerne la cosmogonie caractéristique d'une "histoire universelle".

### Sécularisme (laïcité) du propos
Selon un historien, le livre est devenu une sorte de " bible de substitution pour les laïques " dans laquelle Reade tente de retracer le développement de la civilisation occidentale en utilisant des termes analogues à ceux utilisés dans les sciences naturelles. Il utilise ce style de manière à promouvoir la philosophie du libéralisme politique et du darwinisme social. La dernière section du livre a provoqué une énorme controverse en raison de " l'attaque franche de Reade contre le dogme chrétien " et le livre fut condamné par plusieurs magazines. En 1872, William Gladstone, le premier ministre britannique, dénonça The Martyrdom of Man comme l'un des nombreux "ouvrages irréligieux" (les autres comprenaient des travaux d'Auguste Comte, Herbert Spencer et David Friedrich Strauss).
Reade n'était pas athée, comme l'affirmaient certains de ses détracteurs ; il avait une "croyance présumée en un Créateur, mais un Créateur ineffable et inapprochable, bien au-delà de l'intelligence humaine ou de la portée des petites prières humaines". Il était un darwiniste social qui croyait en la survie du plus apte et voulait créer une nouvelle civilisation, affirmant que "si la guerre, l'esclavage et la religion avaient été nécessaires autrefois, ils ne le seraient pas toujours ; à l'avenir, seule la science pourrait garantir le progrès humain" Néanmoins, le livre "attirait l'attention sur l'immense récit de souffrance et de gaspillage qu'implique la théorie de l'évolution".

### Réception et influence
V. S. Pritchett a fait l'éloge de The Martyrdom of Man comme étant " le seul, l'exceptionnel, le dramatique, le tableau imaginatif de l’histoire de la vie , à être inspiré par la science victorienne ". Comme The Martyrdom of Man avait, selon les normes victoriennes, un parti pris relativement favorable de l'histoire africaine, il a été cité de manière approbatrice par W. E. B. Du Bois dans ses livres The Negro (1915) et The World and Africa (1947).
Cecil Rhodes, homme politique et homme d'affaires sud-africain d'origine anglaise, a déclaré que le livre " a fait de moi ce que je suis ". Parmi les autres admirateurs de The Martyrdom of Man, citons H. G. Wells, Winston Churchill, Harry Johnston, George Orwell, Susan Isaacs, A. A. Milne et son fils Christopher Robin et Michael Foot. 

## The Outcast (Le Bannis)(1875)
Autre écrit laïque de Reade, The Outcast (1875), est un court roman narrant l’histoire d'un jeune homme qui doit faire face au rejet de son père religieux et à la mort de sa femme.